# Calamagrostis coarctata
Calamagrostis coarctata är en gräsart som beskrevs av Amos Eaton. Calamagrostis coarctata ingår i släktet rör, och familjen gräs. Inga underarter finns listade i Catalogue of Life.